# Giampaolo Ambrosi
Giampaolo Ambrosi (Pergine Valsugana, 28 de julio de 1940) es un deportista italiano que compitió en luge. Ganó una medalla de oro en el Campeonato Mundial de Luge de 1962, en la prueba doble.

## Palmarés internacional
| Campeonato Mundial | Campeonato Mundial | Campeonato Mundial | Campeonato Mundial |
| Año                | Lugar              | Medalla            | Prueba             |
| ------------------ | ------------------ | ------------------ | ------------------ |
| 1962               | Krynica (Polonia)  | Medalla de oro     | Doble              |